# Tengelyrendszer
A tengelyrendszer Lendvai Ernő zenetudós által kidolgozott összhangzattani modell, amely a tizenkét fokú zenei hangsor hangjaiból és harmóniából építkező zenei folyamatok törvényszerűségeit fogalmazza meg. Elméleti eredményeit Lendvai klasszikus zeneszerzők (pl. Bartók, Verdi, Mozart) műveinek elemzésével empirikusan is alátámasztotta. 

## Alapfogalmak

### Tengelyek

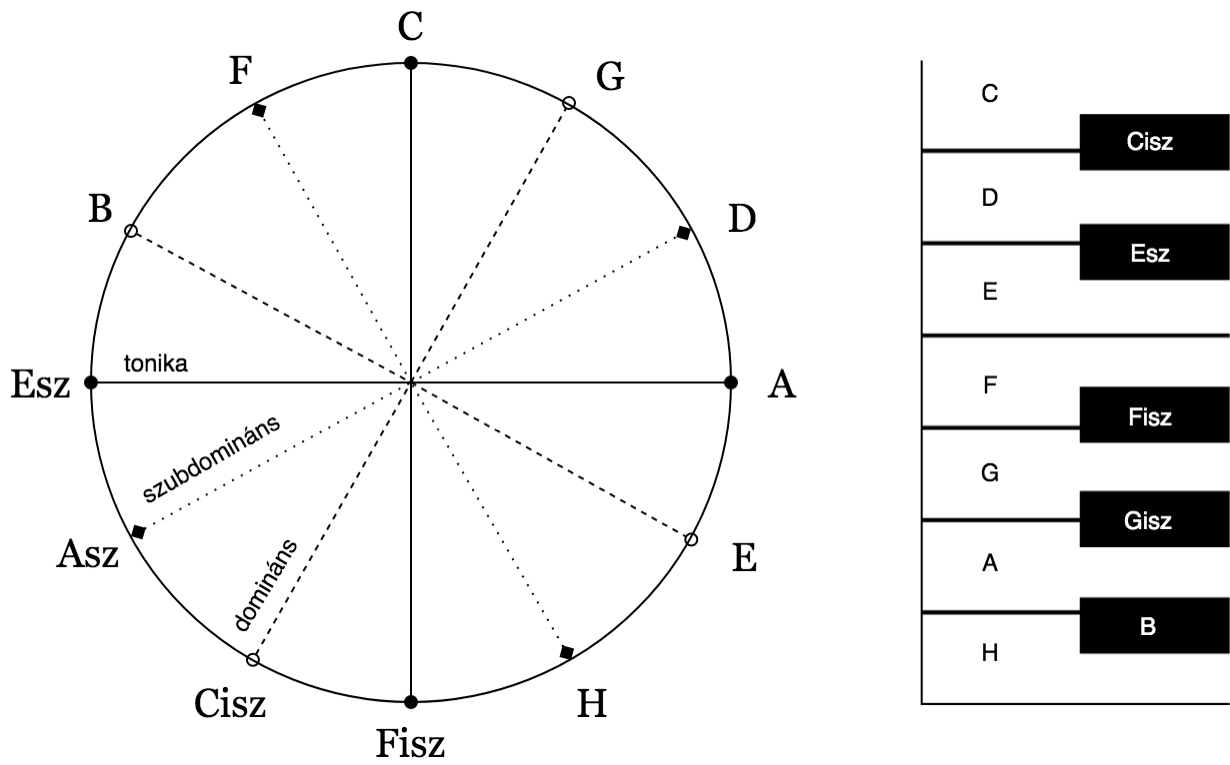
A három tengely és a zenei funkciók a kvintkörön

A tengelyrendszer alapja az ún. kvintkör. A kvintkörön a kromatikus skála tizenkét hangját egy kör mentén ábrázolják úgy, hogy egy kiválasztott hangról – legyen ez a C hang – az egyik irányba elindulva a soron következő hangot mindig kvint hangközt lépve írják fel: C, G, D, A, E és így tovább, míg a kör be nem zárul. Ha az egymással szemközti hangokat páronként a kör középpontján keresztül haladó egyenesekkel összekötjük, hat darab egyenest kapunk. Tengelynek két egymásra merőleges egyenes által formált kereszt alakzatot nevezzük, így a hat egyenes páronként összesen három tengelyt ad ki. 

### Funkciók
A tengelyek a modellben a három zenei funkciót –  a tonika,  a domináns és a szubdomináns funkciókat – képezik le, így beszélhetünk tonikai, domináns és a szubdomináns tengelyről.  A funkciók a harmóniák zenei folyamatban betöltött szerepét jelölik. A tonika a hangnemet, az alaptónust határozza meg, a domináns feszültséget hordoz, a szubdomináns pedig előkészítő, átvezető szerepet tölt be. Az azonos funkcióhoz tartozó  hangzatok alaphangjai a tengelyek végpontjain találhatók (például C, A, Fisz, Esz a tonikai funkciók esetén).

### Tengelyhelyettesítés
A tengelyrendszer egyik alapvetése, hogy az azonos tengelyhez tartozó harmóniák a betöltött funkció megtartása mellett egymással helyettesíthetők.

### Főág, mellékág
A tengelyeket alkotó egymásra merőleges egyenesek a tengely úgynevezett fő- és mellék ágai. A főágat az adott hangnem alaphangja jelöli meg. Például C-dúr esetén a C-t a Fisz hanggal összekötő egyenes lesz a tonikai tengely főága, a mellékága pedig az A-t az Esz hanggal összekötő egyenes.

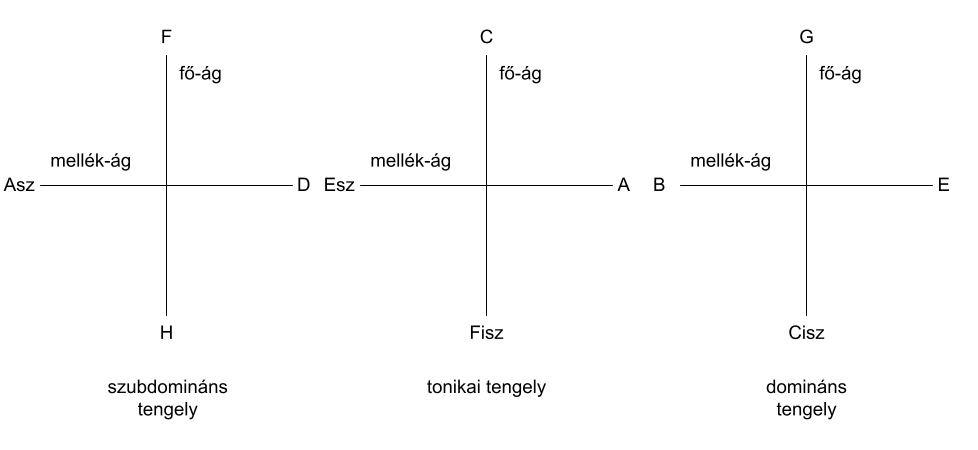
Fő- és mellékágak

### Pólus, ellenpólus
Egy hang vagy hangzat ellenpólusnak az adott tengely azonos ágán – a kvintkörön szemben – helyet foglaló hangját vagy a hangra épülő hangzatát tekintjük. (Például, ha C-t pólusnak tekintjük, úgy ellenpólusa a Fisz hang lesz és fordítva)

### Paralelek
Egy hang vagy hangzat paraleljének az adott tengely másik ágán – a hanggal a kvintkörön egy negyed kört jobbra vagy balra haladva – helyet foglaló hangját vagy a hangra épülő hangzatát tekintjük. (Például C hang esetén A és Esz a két paralel).

## Poláris viszonyok
Lendvai szerint az egymással szemben elhelyezkedő ellenpólusok (pl. C és Fisz) sokkal érzékenyebben reagálnak egymásra, mint a szomszédos paralelek (pl. C és A). Ennek megfelelően a főági és mellékági helyettesítések különböző árnyalatot hordoznak. A helyettesítések használata a klasszikus zenében korról-korra változott. Míg például a klasszikában alapvetően a mellékági helyettesítés alsó paraleljeivel éltek (pl. C-A), a romantika már a másodlagos paralelekei is használja (C-A-Esz). A helyettesítések főági helyettesítéssel kiegészülő teljes repertoárját Bartók és Kodály zenéjében felfedezhetjük fel.

## Pentatónia és diatónia
A kvintkört a szokásoknak megfelelően úgy rajzolják fel, hogy a C tonika a tetőponton kapott helyet. Lendvai felhívja rá a figyelmet, hogy a C-dúr skálának megfelelő szimmetriapontot valójában nem a C, hanem a D hang jelöli. (Ezt a szimmetriát a zongora billentyűzetén is megfigyelhetjük)

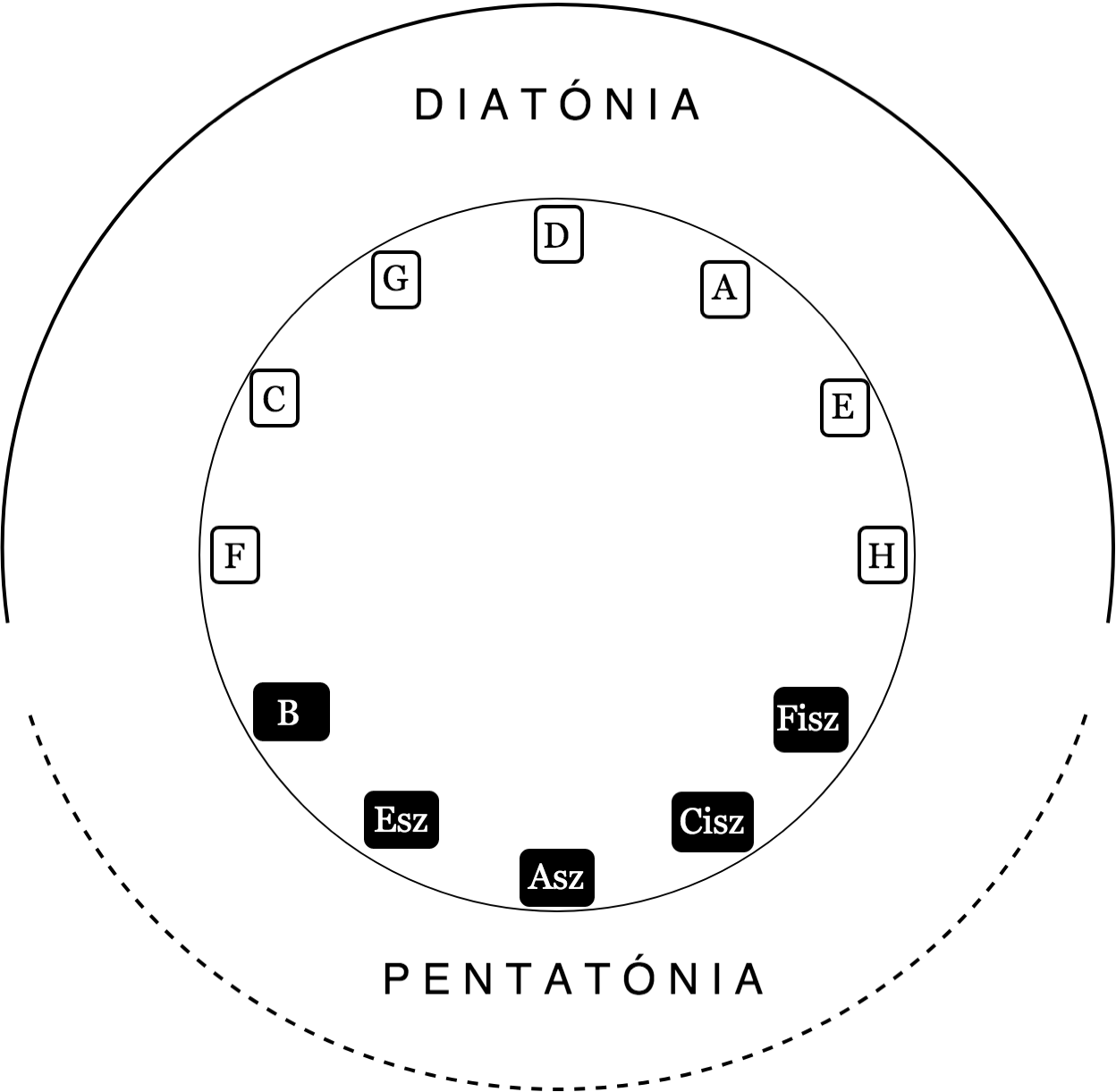
Pentatónia és diatónia a tengelyrendszeren

Ha a tengelyrendszert az új, a zenei hangok valóságos viszonyait tükröző D-szimmetriának megfelelően rajzoljuk fel, új ábrát kapjunk, amelyen a kör felső féltekéjén, az F hangtól a H hangig terjedő íven a C-dúr skála alaphangjai szerepelnek (ezek a klaviatúra fehér billentyűi). Az alsó, Fisz és B által közre zárt, öt hangot tartalmazó ívet pedig a módosított vagy alterált hangok teszik ki (ezek a klaviatúra fekete billentyűi). A felső íven lévő „fehér” hangok az európai klasszikus zene alapjául szolgáló hétfokú, diatonikus hangsor törzshangjai, az alsó, rövidebb íven elhelyezkedő „fekete” hangok pedig a népzenéből ismert, ötfokú pentaton skála hangjait adják. A kvintkörön tehát a diatonikus és a pentatonikus, a hétfokú és az ötfokú rendszerek egymást kiegészítve jelennek meg.
A fent felvázolt dualitás filozofikus tartalmának megvilágításáról Lendvai a következőket írja:
„A két hangzásvilág nem egymástól függetlenül jön létre, hanem ugyanannak a zenei kozmosznak két oldalát – pozitív és negatív képét tükrözi. E szintézis lényege abban áll, hogy a két harmónia-rendszer ellentétet alkot és egységet: feltételezi és kizárja, megtagadja és igazolja egymást. Még közelebbről: ez a szintézis teszi lehetővé, hogy a két rendszer dialektikus kapcsolatában a zene hagyományos elemei újjászülessenek.” 

## Szolmizációs szimbólumok használata
A tengelyrendszer által leírt összefüggések nem abszolút hangmagasságra, hanem az adott hangnemben lévő zenei folyamaton belüli kölcsönhatásokra vonatkoznak, így az általános megfogalmazást a szolmizációs szimbólumok használata adja.

## Viszonya a klasszikus összhangzattannal
A tengelyrendszer és a klasszikus összhangzattan között nincs ellentmondás, a tengelyrendszer azonban kiegészíti és egységbe zárja a fokszámokon alapuló összhangzattani modellt. 

## Példák műelemzésekből

### Bartók:Kékszakállú herceg vára

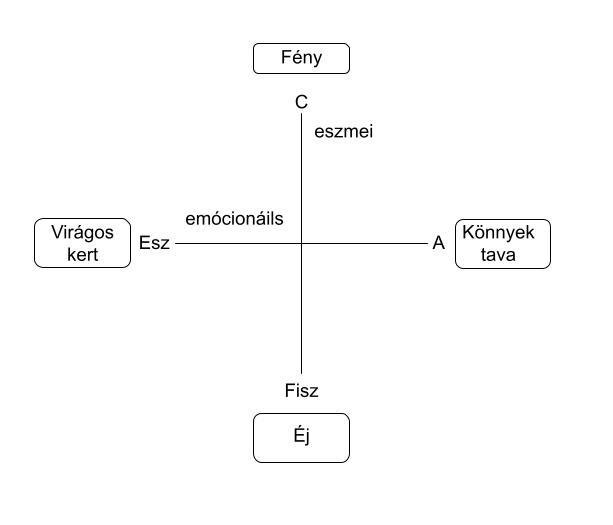
Poláris viszonyok Bartók Kékszakállú herceg vára c. operájának jeleneteiben

A főági és mellékági helyettesítéseket a Bartók Kékszakállújából vett képek elemzése kifejezően illusztrálja.
Itt a főág harmóniái (C, Fisz) az éj-fény ellentétpárt jelenítik meg ezzel az eszmei-logikai dimenziót képviselik. A virágos kert és a könnyek tava egymással ellentétes érzelmi állapotokat kifejező képei a mellékági harmóniákon alapulnak, ez az emocionális dimenzió. 

### Verdi:Don Carlos
A zenei kozmosz duális felosztására Verdi Don Carlos című operájának elemzésében világít rá. Az elemzés bemutatja, hogy a műben a felső körív illetve az alsó körív hangjaihoz tartozó hangnemeket következetesen különböző filozófiai tartalom kifejezésére használja a szerző. Az alsó ív hangnemei az arisztotelészi világ, a tapasztalatok világához, míg a felső ív hangnemei a platóni ideák világához kapcsolódnak. 